# 551-es bejrúti földrengés
Az 551-es bejrúti földrengés „vélhetően a Földközi-tenger keleti medencéjének egyik legpusztítóbb földrengése” július 9-én pattant ki a libanoni partoktól nyugatra húzódó tengeri árokban. A rengést cunami követte, amely mind a forgalmas tengeri kereskedelmi útvonalakon, mind Levante városaiban nagy pusztítást végzett. A történeti források csak töredékes képpel szolgálnak a károk mértékéről és az áldozatok számáról; utóbbiról az egyetlen adat Piacenzai Antoninus korabeli feljegyzéseiben maradt fenn, ezek szerint Bejrútban 30 ezer ember halt meg a katasztrófa során.

## A földrengés és a cunami által érintett terület
551 és 561 között több Kis-Ázsiát, Levantét és Egyiptomot érintő földrengés is kitört. Az 551-es esemény epicentrumának megtalálását és az érintett terület behatárolását megnehezíti, hogy a történeti forrásokban különböző földrengésekre vonatkozó információk gyakran összemosódnak.
A katasztrófát leíró kortárs források Piacenzai Antoninus, Malalasz János, Epheszoszi János és Agathiasz tollából származnak, a másodlagos források között található Evagrius Scholasticus (6. sz) Egyháztörténete, Hitvalló Theophanész (8-9. sz.) Krónikája, valamint Antiókiai Niképhorosznak (11. sz.) a 6. századi aszkéta, ifjabb Simeon Stylites életéről szóló műve.
Malalasz és Theophanész írásai a libanoni partvidék közelében (Szíria, Palesztina), illetve attól távolabb (Arábia, Mezopotámia) fekvő térségeket is említenek a földrengés által érintettek között. Theophanész szerint komoly károkat szenvedtek a Nébó-hegy körüli települések, Jeruzsálem, Dzseras, Areopolisz, el-Lejjun (az itteni erőd „elpusztult”) és Petra (amely „elpusztult és sosem épült újjá”). Az egymáshoz közel, a Holt-tengertől keletre fekvő Areopoliszban és el-Lejjunban régészeti bizonyítékok is alátámasztanak egy a 6. században lezajlott földrengést.
Mindezek alapján Nicolas Ambraseys és munkatársai elhamarkodottnak tartják azt a következtetést, hogy az 551-es földrengés epicentruma a tengerpart közelében volt. A sűrűbben lakott part menti területekről több és részletesebb beszámoló áll a rendelkezésünkre, mint a szárazföld belsejéről, ez azonban nem feltétlenül jelenti azt, hogy a földrengés itt volt a legerősebb. Ambraseys és munkatársai szerint valahol a Jordán-árokban – az Arab-lemez és az Afrikai-lemez részét képező Sínai-allemez határán – volt az 551-es földrengés epicentruma.
A fent említett régészeti bizonyítékok azonban nem köthetők egyértelműen az 551-es évszámhoz. A 4. században emelt római erőd, el-Lejjun a 6. században valóban összeomlott, az erre utaló rétegben talált pénzérmék alapján valamikor 540-541 után. A Holt-tenger és el-Lejjun között lévő Areopolisz (a mai Ar-Rabbath) városában régészek egy épület romjai között egy másik épületből elhordott és újrafelhasznált kövön a következő feliratot találták: „Újjáépítve 492-ben [vagyis 597-598-ban] a földrengés után”. K. W. Russell szerint az 551-es eseményről van szó, a földrengés és az újjáépítés közötti 46 évnyi szünet a terület válsággal küszködő gazdaságának tudható be. J. D. Rucker és T. M. Niemi szerint azonban minden történelmi korszakról elmondható, hogy egy földrengés után vagy azonnal elkezdődik az újjáépítés, vagy már soha sem valósul meg. Rámutatnak: Malalasz jóvoltából tudjuk, hogy Justinianus császár a libanoni partvidék újjáépítésére azonnal anyagi forrásokat biztosított az 551-es földrengés után. Megjegyzik továbbá, hogy a korszak várható életkorát figyelembe véve nem valószínű, hogy az 551-es földrengést átéltek közül még sokan életben voltak, mások számára pedig nem lett volna egyértelmű, melyik földrengésről is van szó.
K. W. Russell – a Theophanész által írtak alapján – Petra elnéptelenedését is az 551-es földrengéshez kötötte: „Petra, Palestina tertia székhelye az 551-es földrengés után nem épült újjá, és a 6. század végére romjait kőbányaként használták mészégetők és olvasztókemencék működtetői.” Az 1990-es években egy petrai templomban felfedezett papiruszok egyértelműen cáfolják ezt a feltevést. A főként adókkal és ingatlanok tulajdonjogával foglalkozó dokumentumok keltezése 537-től 593. április 13-ig, esetleg még néhány évvel tovább tart, és sem az 551-es földrengés, sem egy a 6. század közepére tett járvány nyomai nem lelhetők fel bennük.
Az 551-es földrengést valószínűleg szerte a Földközi-tenger keleti medencéjében lehetett érezni, de Theophanész állításával szemben komoly pusztítást csak a levantei kikötővárosokban és azok hátországában végzett. A kortárs Agathiasz szerint a bejrúti jogi iskola Szidónba költözött, ami talán arra utal, hogy e közeli város is komolyabb károk nélkül vészelte át a katasztrófát. A 11. századi Antiókiai Niképhorosz Bejrúttól északra és Türosztól délre csak kisebb károkat említ.
J. Plassard és B. Kogoj szerint az epicentrum valahol a partok közelében húzódó tengeri árokban, valószínűleg a Bejrút és Batroun közötti partszakasztól nyugatra volt. Az árok a Libanoni-hegység nyugati oldalának tengerszint alatti folytatása, a parttól egy helyen csupán 8 km-re található, és 1500 méter mélységet ér el. A tengerfenék geológiai jellegzetességei megerősítik, hogy valamikor a 6. században cunami alakult itt ki. Ennek kiváltója lehetett egy földrengés, vagy egy tenger alatti földcsuszamlás, esetleg mind a kettő egyszerre.

## Károk és áldozatok
A források a legnagyobb pusztítást a Türosz és Tripoli közötti partszakaszon jegyzik fel, de Tripoli és Antiókia között is keletkeztek károk. A szárazföld belsejében a földrengés mintegy száz települést érinthetett.
Theophanész krónikája szerint Batroun városánál egy új öböl keletkezett, amikor a Lithoproszopusz nevű hegy egy része leomlott. A tenger 1000 lábnyit húzódott vissza és számos hajót elsüllyesztett.
Az cunami főleg Bejrútban és Tripoliban végzett jelentős pusztítást. Bejrútban tűzvész is pusztított.
Az áldozatok számáról az egyetlen számszerű adatot Piacenzai Antoninus közli: a földrengéstől, árvíztől és tűzvésztől sújtott Bejrútban 30 ezer ember vesztette életét.
A 11. századi történész, Kedrénosz György szerint az utórengések 40 napig tartottak.